# ATP de New Haven
O ATP de New Haven – ou Pilot Pen Tennis at Yale, na última edição – foi um torneio de tênis profissional feminino, de categoria ATP World Tour 250.
Realizado em New Haven, no estado de Connecticut, nos Estados Unidos, estreou em 1990, durou quinze edições e teve um hiato de seis anos no meio. Os jogos eram disputados em quadras duras durante o mês de agosto.
Depois de 2010, foi substituído por Winston-Salem.

## Finais

### Simples
| Ano                                     | Campeão            | Vice-campeão       | Resultado      |
| --------------------------------------- | ------------------ | ------------------ | -------------- |
| 2010                                    | Sergiy Stakhovsky  | Denis Istomin      | 3–6, 6–3, 6–4  |
| 2009                                    | Fernando Verdasco  | Sam Querrey        | 6–4, 7–66      |
| 2008                                    | Marin Cilic        | Mardy Fish         | 6–4, 4–6, 6–2  |
| 2007                                    | James Blake        | Mardy Fish         | 7–5, 6–4       |
| 2006                                    | Nikolay Davydenko  | Agustin Calleri    | 6–4, 6–3       |
| 2005                                    | James Blake        | Feliciano Lopez    | 3–6, 7–5, 6–1  |
| Torneio não realizado entre 2004 e 1999 |                    |                    |                |
| 1998                                    | Karol Kučera       | Goran Ivanišević   | 6–4, 5–7, 6–2  |
| 1997                                    | Yevgeny Kafelnikov | Patrick Rafter     | 7–64, 6–4      |
| 1996                                    | Alex O'Brien       | Jan Siemerink      | 7–66, 6–4      |
| 1995                                    | Andre Agassi       | Richard Krajicek   | 3–6, 7–62, 6–3 |
| 1994                                    | Boris Becker       | Marc Rosset        | 6–3, 7–5       |
| 1993                                    | Andrei Medvedev    | Petr Korda         | 7–5, 6–4       |
| 1992                                    | Stefan Edberg      | MaliVai Washington | 7–64, 6–1      |
| 1991                                    | Petr Korda         | Goran Ivanišević   | 6–4, 6–2       |
| 1990                                    | Derrick Rostagno   | Todd Woodbridge    | 6–3, 6–3       |

### Duplas
| Ano                                     | Campeões                        | Vice-campeões                        | Resultado     |
| --------------------------------------- | ------------------------------- | ------------------------------------ | ------------- |
| 2010                                    | Robert Lindstedt Horia Tecău    | Rohan Bopanna Aisam-ul-Haq Qureshi   | 6–4, 7–5      |
| 2009                                    | Julian Knowle Jürgen Melzer     | Bruno Soares Kevin Ullyett           | 6–4, 7–63     |
| 2008                                    | Marcelo Melo Andre Sa           | Mahesh Bhupathi Mark Knowles         | 7–5, 6–2      |
| 2007                                    | Mahesh Bhupathi Nenad Zimonjic  | Mariusz Fyrstenberg Marcin Matkowski | 6–3, 6–3      |
| 2006                                    | Jonathan Erlich Andy Ram        | Mariusz Fyrstenberg Marcin Matkowski | 6–3, 6–3      |
| 2005                                    | Gaston Etlis Martin Rodriguez   | Rajeev Ram Bobby Reynolds            | 6–4, 6–3      |
| Torneio não realizado entre 2004 e 1999 |                                 |                                      |               |
| 1998                                    | Wayne Arthurs Peter Tramacchi   | Sébastien Lareau Alex O'Brien        | 7–6, 1–6, 6–3 |
| 1997                                    | Mahesh Bhupathi Leander Paes    | Sébastien Lareau Alex O'Brien        | 6–4, 6–7, 6–2 |
| 1996                                    | Byron Black Grant Connell       | Jonas Björkman Nicklas Kulti         | 6–4, 6–4      |
| 1995                                    | Rick Leach Scott Melville       | Leander Paes Nicolás Pereira         | 7–6, 7–4      |
| 1994                                    | Grant Connell Patrick Galbraith | Jacco Eltingh Paul Haarhuis          | 6–4, 7–6      |
| 1993                                    | Cyril Suk Daniel Vacek          | Steve DeVries David Macpherson       | 6–3, 7–6      |
| 1992                                    | Kelly Jones Rick Leach          | Patrick McEnroe Jared Palmer         | 7–6, 6–7, 6–2 |
| 1991                                    | Petr Korda Wally Masur          | Jeff Brown Scott Melville            | 7–5, 6–3      |
| 1990                                    | Jeff Brown Scott Melville       | Goran Ivanišević Petr Korda          | 2–6, 7–5, 6–0 |